# Xtreme Fighters Latino
Xtreme Fighters Latino (XFL) fue una organización de artes marciales mixtas con sede en México fundada en noviembre de 2008, como una renovación de Xtreme Fighters Society (XFS).
Durante años, XFL fue la mayor empresa de MMA en suelo mexicano –también se le adjudica ser la primera a nivel nacional– e incluso pilar para la legalización del deporte y su posterior crecimiento. Pero con el auge de Ultimate Warrior Challenge México (UWC México) y LUX Fight League (LUX) como las dos principales ligas, el estatus de XFL fue decayendo.

## Historia
La promoción fue fundada por el empresario Sergio Ramón Jimenéz Bocos, quien buscaba visibilizar el MMA mexicano en una época en la que el deporte no tenía la notabilidad de ahora. Desde su nacimiento, las peleas de XFL se llevaban a cabo en el Foro Polanco de la Ciudad de México.
En diciembre de 2017, XFL anunció su traslado a la Arena México para su trígesimo sexto evento.

## Eventos
| Evento:           | Inicio:                 | Final:                   | Sede:             |
| ----------------- | ----------------------- | ------------------------ | ----------------- |
| Temporada 2009    | 22 de agosto de 2009    | 5 de noviembre de 2009   | José Cuervo Salón |
| Temporada 2010    | 25 de febrero de 2010   | 15 de julio de 2010      | Auditorio Condesa |
| Team vs Team 2010 | 2 de septiembre de 2010 | 2 de diciembre de 2010   | Foro Corona       |
| Temporada 2011    | 10 de febrero de 2011   | 22 de septiembre de 2011 | Foro Corona       |
| Team vs Team 2011 | 26 de mayo de 2011      | 10 de noviembre de 2011  | Foro Polanco      |
| Team vs Team 2018 | 26 de mayo de 2018      | 10 de noviembre de 2018  | Foro Carpa Astros |

## Formato
Participan 4 academias en un torneo de eliminación directa, el cual dura 3 fechas. El objetivo de este torneo es reconocer a las principales academias de artes marciales mixtas en el país, el cual otorgará prestigio a los peleadores y a las diferentes escuelas que participan.

### Equipos
- Academia Diosdado De Artes Marciales
- Club de la Pelea
- Galvan Combat Systems
- Salas Jiu-Jitsu
- Osorio's mma

### Disciplinas
- Lucha grecorromana
- kick boxing
- Lucha Libre
- Muay thai
- Sambo
- Savate
- Ninjutsu
- Boxeo
- jiu-jitsu

## Reglas
Los asaltos duran cinco minutos. En pelea de campeonato duran cinco asaltos , cuando son de exhibición o de eliminatoria son a tres asaltos. Entre cada asalto hay un 1 minuto de descanso.

### Categoría de pesos
- Peso mosca:
  - 54.5 kg (120 lb) a 59.9 kg (132 lb).
- Peso pluma:
  - 60 kg (132 lb) a 65 kg (143 lb).
- Peso ligero:
  - 66 kg (145 lb) a 70 kg (154 lb).
- Peso wélter:
  - 71 kg (156 lb) a 77 kg (169 lb):
- Peso medio:
  - 78 kg (172 lb) a 84 kg (185 lb).
- Peso semipesado:
  - 85 kg (187 lb) a 90 kg (198 lb).
- Peso pesado:
  - 91 kg (200 lb) a 96 kg (211 lb).

## Salón de la Fama

### 2009
- Andy González (Campeón Categoría Rino)
- Augusto Montaño (Campeón Categoría Tigre)
- Israel Girón (Campeón Categoría Cobra)
- René Diosdado (Campeón Categoría Mantis)

### 2010
- Arturo Contreras (Campeón Categoría Tigre)
- Daniel Salas (Campeón Categoría Cobra)
- Enrique Chimeyo (Campeón Categoría Mantis)
- Jorge González (Campeón Categoría Rino)

### 2011
- Heriberto Tovar (Campeón Peso Pesado)
- Augusto Montaño (Campeón Peso Semipesado)
- Alfredo Morales (Campeón Peso Medio)
- Juan Puig (Campeón Peso Wélter)
- Gabriel Benítez (Campeón Peso Ligero)
- Oscar Linares (Campeón Peso Mosca)
- Rodolfo Rubio (Campeón Peso Pluma)